# 天鷹座38
天鷹座38，又名BD-12 6196，HD 210424、SAO 164910、HR 8452，是天鷹座的一颗恒星，视星等为5.46，位于銀經47.36，銀緯-49.23，其B1900.0坐标为赤經22h 5m 16.7s，赤緯-12° -49.23′ 25″。